# ویلی وولبک
ویلی وولبک (آلمانی: Willi Wülbeck؛ زادهٔ ۱۸ دسامبر ۱۹۵۴) دونده اهل آلمان بود.
وی در مسابقات کشوری و بین‌المللی در مجموع برندهٔ ۱ مدال طلا، ۲ مدال برنز شده‌است.